# Chuchart Vatanatham
Chuchart Vatanatham (Thai: ชูชาติ วัฒนธรรม; * um 1937) ist ein ehemaliger thailändischer Badmintonspieler. Er war einer der bedeutendsten Doppelspieler in Thailand in den 1960er Jahren.

## Sportliche Karriere
In seiner Heimat siegte Chuchart Vatanatham erstmals 1960 bei den thailändischen Meisterschaften im Doppel mit Chavalert Chumkum. Bis 1965 gewann er vier weitere Herrendoppeltitel, alle gemeinsam mit Chavalert Chumkum.
Im Thomas Cup 1961 verlor er mit dem thailändischen Team das Finale gegen Indonesien und wurde somit Mannschaftsvizeweltmeister. 

## Sportliche Erfolge
| Saison | Veranstaltung               | Disziplin    | Platz | Name                                    |
| ------ | --------------------------- | ------------ | ----- | --------------------------------------- |
| 1960   | Thailändische Meisterschaft | Herrendoppel | 1     | Chavalert Chumkum / Chuchart Vatanatham |
| 1961   | Thomas Cup                  | Herrenteam   | 2     | Thailand                                |
| 1961   | Thailändische Meisterschaft | Herrendoppel | 1     | Chavalert Chumkum / Chuchart Vatanatham |
| 1963   | Thailändische Meisterschaft | Herrendoppel | 1     | Chavalert Chumkum / Chuchart Vatanatham |
| 1964   | Thailändische Meisterschaft | Herrendoppel | 1     | Chavalert Chumkum / Chuchart Vatanatham |
| 1965   | Thailändische Meisterschaft | Herrendoppel | 1     | Chavalert Chumkum / Chuchart Vatanatham |